# Biên bản
Biên bản là một loại văn bản ghi chép lại những sự việc đã xảy ra hoặc đang xảy ra. Biên bản không có hiệu lực pháp lý để thi hành mà chủ yếu được dùng làm chứng cứ minh chứng các sự kiện thực tế đã xảy ra. Biên bản có thể là biên bản ghi lại một sự kiện như biên bản cuộc họp, biên bản hội nghị... hoặc biên bản ghi lại một hành vi cụ thể như lập biên bản hành vi vi phạm pháp luật, biên bản bàn giao tài sản, biên bản giao nhận, biên bản đồng ý hoặc không đồng ý về một nội dung nào đó.

## Bố cục và yêu cầu
Yêu cầu chung của biên bản là phải mô tả lại các sự việc hiện tượng một cách kịp thời, tại chỗ với đầy đủ, chi tiết mọi tình tiết khách quan, hoặc các ý kiến của các bên liên quan, không bình luận thêm bớt thì mới bảo đảm được vai trò cung cấp thông tin để làm cơ sở cho các quyết định xử lý, hoặc minh chứng cho các nhận định kết luận khác. Ngoài ra biên bản còn phải tuân thủ những hình thức nhất định về thể thức, kỹ thuật trình bày, nội dung và văn phong.
Bố cục của biên bản có các yếu tố cơ bản sau:
- Quốc hiệu và tiêu ngữ. (Để khẳng định giá trị pháp lý)
- Tên văn bản và trích yếu nội dung. (Lập biên bản về việc gì)
- Thời điểm lập biên bản hoặc ghi biên bản trong đó ghi rõ ngày, tháng, năm, giờ, phút, ghi địa điểm nơi sự kiện, hành vi diễn ra (biên bản ghi rất cụ thể thời gian giờ phút lập biên bản).
- Thành phần tham dự, chủ trì, thư ký ghi biên bản (kiểm tra, xác nhận sự kiện thực tế dự hội họp…).
- Diễn biến sự kiện thực tế (phần nội dung cơ bản, cần phải ghi lại đầy đủ ý kiến phát biểu các bên, lập luận các bên, ý kiến của chủ tọa...).
- Phần kết thúc (ghi thời gian cụ thể và lý do).
- Thủ tục ký xác nhận. Biên bản phải bao gồm chữ ký của thư ký lập biên bản và chữ ký của chủ tọa hội nghị, cần thiết thì có thểm thêm các chữ ký của người tham dự. Đối với biên bản xử phạt cần có chữ ký của người lập biên bản xử phạt và chữ ký của người bị lập biên bản (nếu người bị lập biên bản không ký thì người ghi biên bản phải ghi vào)

Yêu cầu của một biên bản:
- Số liệu, sự kiện phải chính xác, cụ thể.
- Ghi chép trung thực, đầy đủ không suy diễn chủ quan.
- Nội dung phải có trọng tâm, trọng điểm.
- Thủ tục chặt chẽ, thông tin có độ tin cậy cao (nếu có tang vật, chứng cứ, các phụ lục diễn giải phải giữ kèm biên bản). Những người có trách nhiệm ký chứng nhận biên bản, biên bản phải được đọc cho mọi người có mặt cùng nghe, sửa chữa lại cho khách quan (nếu có) và ký vào biên bản để cùng chịu trách nhiệm.

## Phương pháp ghi chép
Các sự kiện thực tế có tầm quan trọng xảy ra như: đại hội, việc xác nhận một sự kiện pháp lý, việc kiểm tra hành chính, khám xét, khám nghiệm, ghi lời cung, lời tố cáo, khiếu nại, biên bản bàn giao công tác, bàn giao tài sản… thì phải ghi đầy đủ, chính xác và chi tiết mọi nội dung và tình tiết nhưng cũng phải ghi các vấn đề trọng tâm của sự kiện. Nếu là lời nói trong cuộc họp, hội nghị quan trọng, lời cung, lời khai… phải ghi nguyên văn, đầy đủ và yêu cầu người nói nghe lại và xác nhận từng trang.
Trong các sự kiện thông thường khác: như biên bản cuộc họp định kỳ, họp thảo luận nhiều phương án, biện pháp để lựa chọn, họp tổng bình xét… có thể áp dụng cách ghi tổng hợp: tức là trong biên bản chỉ cần ghi những nội dung quan trọng một cách đầy đủ nguyên văn, còn những nội dung thông thường khác có thể ghi tóm tắt những ý chính, nhưng luôn luôn phải quán triệt nguyên tắc trung thực, không suy diễn chủ quan.
Phần kết thúc văn bản: phải ghi thời gian chấm dứt sự kiện thực tế như: bàn giao xong, hội nghị kết thúc, kiểm tra, khám nghiệm kết thúc lúc mấy giờ… ngày… Biên bản đã đọc lại cho mọi người cùng nghe (có bổ sung sửa chữa nếu có yêu cầu) và xác nhận là biên bản phản ánh đúng sự kiện và cùng ký xác nhận. Trong biên bản muốn có thủ tục chặt chẽ phải lưu ý việc ký xác nhận, phải có tối thiểu hai người ký thì các thông tin trong biên bản mới có độ tin cậy cao. Thông thường trong các cuộc họp, hội nghị biên bản phải có thư ký và chủ tọa ký xác nhận.